# Тамбовська область
Тамбо́вська о́бласть (рос. Тамбо́вская о́бласть) — суб'єкт Російської Федерації, входить до складу Центрального федерального округу.
Адміністративний центр — м. Тамбов.
Межує із Рязанською, Пензенською, Саратовською, Воронезькою й Липецькою областями.
Утворено 27 вересня 1937 року.

## Географія
Тамбовська область лежить в південній частині Східноєвропейської рівнини, в центральній частині Оксько-Донської низовини.
Клімат
Клімат області помірно континентальний. Середня температура січня становить -9, -10, липня — +20. Опадів за рік випадає 450—500 мм.

### Рельєф
Рельєф пологий, розчленований балками і ярами.

### Корисні копалини
- Родовище «Центральне» — 887 млн м³ ільменіт—рутіл—цирконієвих пісків з 4 % змістом металів і можливо промисловим змістом золота біля села Нікольськоє Расказовського району
- Фосфорити, будівельні матеріали, мінеральні фарби, торф. Найвідоміші родовища піску — Тамбовське, Полковське.

### Гідрогафія
По території області протікає близько 1 400 річок і струмків. Найзначніші річки — Цна (басейн Волги), Ворона, Битюг, Воронеж і Савала (басейн Дону). Водні ресурси включають також порядка 900 ставків і водосховищ із загальним об'ємом води 534,5 млн м³.

### Екосистема
Тамбовська область розташована в зоні лісостепу.
Ґрунти — чорноземи, на півдні — вилужені, на півночі — сірі лісові ґрунти. По долинах і балках — лугово-чорноземні і торф'яно-болотні.
Ліси (основні породи — сосна, дуб, клен, липа, ясен, береза, осика) займають близько 1/10 території.
Збереглися заєць-русак, лисиця, тхір, гризуни.
На території Тамбовської області розтошований Воронінський заповідник.

## Історія
Найдавнішим населенням Тамбовського краю була мордва-мокша, що сформувалася як народність з місцевих етнічних груп з VI століття нашої ери. Російське заселення відбулося в XVII столітті. Для захисту рубежів півдня Росії від набігів татар і подальшого освоєння Чорнозем'я, російський уряд будував міста-фортеці Козлов (1635 р.) і Тамбов (1636 р).
Спочатку на Тамбовщині існували Тамбовський і Козловський повіти. В ході адміністративних реформ Петра I в 1708 і 1719 роках вони увійшли до складу Азовської (Воронезької) губернії. У 1779 році по новому адміністративному поділу виникає Тамбовське намісництво, а з 1796 року — Тамбовська губернія площею 66,5 тис. км² з 12 повітами. Майже без змін вона збереглася до 1928 року. 27 вересня 1937 році зі складу Центрально-Чорноземної області указом уряду виділена самостійна Тамбовська область.

## Населення
Населення області — 1 130,4 тис. осіб (2006) (1 144,8 тис. осіб — 2005). Щільність населення: 32,8 осіб/км² (2006) (33,4 — 2005), питома вага міського населення: 57,6 % (2006) (57,5 % — 2005).
Населення практично мононаціональне: більшість росіяни. Є татарські села, засновані татарами — переселенцями з північних повітів Тамбовської губернії, це Татарщино в Расказовському районі й Енгуразово в Уваровському районі.
| Народ                                         | Чисельність, 2002, тис. (* [Архівовано 24 січня 2012 у WebCite]) |
| --------------------------------------------- | ---------------------------------------------------------------- |
| Росіяни                                       | 1136,9 (96,5 %)                                                  |
| Українці                                      | 10,8 (0,92 %)                                                    |
| Вірмени                                       | 4,3 (0,4 %)                                                      |
| Цигани                                        | 3,0 (0,25 %)                                                     |
| Татари                                        | 2,7 (0,23 %)                                                     |
| Білоруси                                      | 2,4 (0,21 %)                                                     |
| Азербайджанці                                 | 2,3 (0,2 %)                                                      |
| Німці                                         | 1,1                                                              |
| Єзиди                                         | 1,0                                                              |
| показані народи з чисельністю понад 1000 осіб |                                                                  |

## Адміністративно-територіальний устрій й місцеве самоврядування

### Територіальна організація місцевого самоврядування
У Тамбовській області 352 муніципальних утворів, з них:
- 7 міських округів
- 23 муніципальних району
- 8 міст
- 13 міських поселень
- 309 сільських поселення
- 1710 сільських населених пунктів

Міські округи:
- Місто Кірсанов (I)
- Місто Котовськ (II)
- Місто Мічурінськ (III)
- Місто Моршанськ (IV)
- Місто Расказово (V)
- Місто Тамбов (VI)
- Місто Уварово (VII)

Муніципальні райони:
1. Бондарський район (с. Бондари)

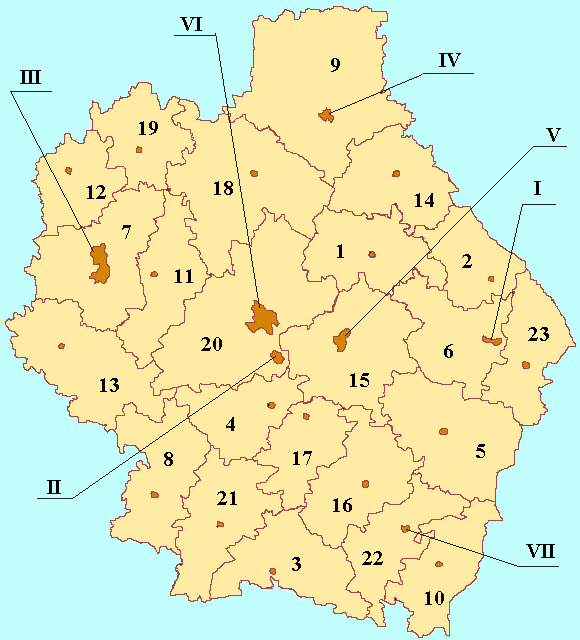
Адміністративний поділ Тамбовської області

2. Гавриловський район (с. Гавриловка 2-а)
3. Жердевський район (м. Жердевка)
4. Знаменський район (смт Знаменка)
5. Інжавінський район (смт Інжавіно)
6. Кірсановський район (м. Кірсанов)
7. Мічурінський район (м. Мічурінськ)
8. Мордовський район (смт Мордово)
9. Моршанський район (м. Моршанськ)
10. Мучкапський район (смт Мучкапський)
11. Нікіфоровський район (смт Дмитрієвка)
12. Первомайський район (смт Первомайське)
13. Петровський район (с. Петровське)
14. Пічаєвський район (с. Пічаєво)
15. Расказовський район (м. Расказово)
16. Ржаксинський район (смт Ржакса)
17. Сампурський район (п. Сатинка)
18. Сосновський район (смт Сосновка)
19. Староюрьївський район (с. Староюрьєво)
20. Тамбовський район (м. Тамбов)
21. Токаревський район (смт Токарьовка)
22. Уваровський район (м. Уварово)
23. Уметський район (смт Умьот)

## Економіка

### Основні галузі промисловості
Машинобудування (виробництво хімічного устаткування, деталі і запасні частини до автомобілів і тракторів, устаткування для текстильної промисловості, приладобудування, побутові холодильники, ковальсько-пресові машини), хімічна, легка, харчова (цукрова, м'ясна, борошномельно-круп'яна, маслобійна, консервна).

### Транспорт
Основна залізнична магістраль Південно-Східної залізниці, що зв'язує центр із південними регіонами, проходить у західній частині через місто Мічурінськ, крім того область перетинають кілька другорядних доріг: двоколійна тепловозна Мічурінськ—Тамбов—Ртищево, одноколійні Рязьк—Моршанськ—Пенза, Грязи—Поворино, Тамбов—Балашов і гілка Богоявленськ—Челнова.
Основна автомобільна магістраль — М6 «Каспій», що проходить поблизу Мічурінська й Тамбова, через Жердевський район, що й зв'язує центр із Волгоградською й Астраханською областями, Калмикією. Для області значима й автодорога Тамбов — Моршанськ — Шацьк (вихід на М5 «Урал»).
Раніше по ріці Цна для малих річкових судів з мережі європейської частини Росії був доступний і центр регіону — місто Тамбов.
Поблизу Тамбова в селі Донське перебуває аеропорт місцевих авіаліній.
На північно-заході, у селищі Первомайське, велика компресорна станція на газопроводі «Уренгой—Ужгород», гілка на Моршанськ від газопроводу «Середня Азія—Центр».
У центральній частині області проходять нафтопродуктопроводи Самара — Суми й Самара — Ужгород, а також найбільший нафтопровід «Дружба», у селі Новонікольське Мічурінського району значні компресорні, диспетчерські й наливні потужності трубопроводів системи Транснєфть і Транснєфтєпродукт.
З ліній електропередач можна виділити відгалуження від магістралі Волгоградська ГЕС — Москва на Тамбов і лінію Тамбов — Рязанська ГРЕС.

### Сільське господарство
Зернові культури, цукровий буряк, соняшник, кормові культури, картопля. Розвинене садівництво. На базі переробки зерна і картоплі проводять спирт, крохмаль і патоку. Тваринництво області спеціалізується на розведенні великої рогатої худоби молочно-м'ясного напряму, свиней, овець і птиці.

## Влада
Губернатор області — Бєтін Олег Іванович. Уперше призначений на цей пост в 1995 році, але в грудні програв комуністові Олександру Рябову. У грудні 1999 року в другому турі виграв губернаторські вибори, на наступних виборах у грудні 2003 року підтвердив свої повноваження.
18 грудня 2005 відбулися вибори в обласну думу. 25 місць розподілялися по партійних списках і ще 25 — по одномандатних округах.
Єдина Росія одержала 40,52 % голосів по партійних списках і 15 з 25 місць по одномандатних округах (усього — 28-29 з 50 місць).
7 % бар'єр подолали також:
- КПРФ (19,95 % — 9-10 місць)
- ЛДПР (9,7 % — 3-4 місця)

В одномандатних округах також одержали місця:
- Родіна — 2 місця
- АПР — 2 місця
- Незалежні — 4 місця

## Відомі особи
З Тамбовською губернією пов'язані імена багатьох діячів російської культури й науки. У с. Вяжли Кірсановського повіту провів свої юні роки, а потім неодноразово повертався до рідного гнізда поет пушкінської епохи Є. А. Баратинський (1800—1844). У с. Мезинець Козловського повіту народився автор знаменитої опери «Аскольдова могила» О. М. Верстовський (1799—1862).
У 70-i роки XIX століття у с. Усово Кірсановського повіту неодноразово приїжджав П. І.Чайковський. Із с. Івановка Тамбовського повіту зв'язана творчість іншого російського композитора С. В. Рахманінова. З 1890 по 1917 роки він регулярно приїжджав на літо у маєток дружини, працюючи над багатьма відомими музичними добутками.
Уродженцями краю були:
- винахідник лампочки розжарення Олександр Лодигін,
- відомий індолог Іван Мінаєв,
- історик і краєзнавець Борис Чичерін,
- селекціонер-самоучка Іван Мічурін.

У Тамбовському музучилищі у 1912—1915 рр. навчався Василь Агапкін — автор маршу «Прощання слов'янки», служив у Тамбові у 1920—1922 рр. Оркестри під керуванням Агапкіна відіграли на історичних парадах у 1941 і 1945 рр.

### Уродженці
- Зеленін Олексій Якимович (1924—2000) — український правознавець, районний прокурор Черкаської області.